# CSM Moinești
Clubul Sportiv Municipal Moinești este un club de fotbal din Moinești, Bacău care evoluează în Liga a IV-a Bacău. Clubul a reușit cele mai importante performanțe la sfârșitul anilor '90 și imediat după anul 2000, sub vechea denumire a clubului Petrolul Moinești. Echipa joacă pe Stadionul Petrolul Moinești care are o capacitate de 4000 de locuri.

## Istorie
Echipa Petrolul Moinești a luat naștere în anul 1948, denumirea datorându-se producției de petrol din regiune.
În anul 1950 numele clubului a fost schimbat în Flacăra Moinești, ca în 1956, cu această denumire, să promoveze pentru prima dată în Divizia C. Numele echipei a fost iar schimbat în 1957, în Energia Moinești, urmând să revină, după doar un an la vechea denumire, Petrolul. În 1959 clubul revine în ligile regionale, unde va evolua până în anul 1963.
Prima perofrmanță notabilă a clubului a fost, după mai multe sezoane de Divizia C, promovarea la sfârșitul sezonului 1971-1972 în Divizia B, unde a rămas pentru următoarele 3 sezoane. Începând cu sezonul 1974-1975, a urmat o perioadă de mulți ani în care s-a încercat o nouă promovare, promovare nereușită însă. Mai mult de atât, nivelul echipe a început să scadă, și, după 29 de ani în Divizia C, aceasta a retrogradat în Divizia D după sezonul 1991-1992.
Revenirea în Divizia C s-a făcut la finalul sezonului 1992-1993 și s-a început construcția unei noi echipe pentru a ataca eșaloanele superioare ale campionatului românesc.
La sfârșitul sezonului 1995-1996 clubul a reușit, din nou, promovarea în Divizia B terminând sezonul 1996-1997 pe un onorant loc 5, după ce la sfârșitul turului de campionat echipa se lupta cu șanse foarte mari la promovarea în primul eșalon, alături de echipe ca Foresta Fălticeni sau FC Onești. În sezonul 1997-1998 s-a continuat performanța din sezonul trecut clubul terminând pe locul 6.
În sezonul 1998-1999 echipa s-a clasat pe locul 15 reușind pe final de campionat să evite retrogradarea în Divizia C.
Din păcate pentru fotbalul moineștean, în sezonul următor, 1999-2000, când, deși locul la sfârșitul campionatului a fost tot 15, modificările aduse la numărul de echipe, au făcut ca echipa să retrogradeze în Divizia C.
După un sezon bun în Divizia C, s-a reușit promovarea după doar un singur an. Din păcate experiența din sezonul 2001-2002 de Divizia B nu e fost una prea fericită, echipa terminând pe locul 14 din 16 echipe, retrogradând, din nou, în cel de-al treilea eșalon al fotbalului românesc.
După încă un an,  Petroul reușește să promoveze din nou, urmând să aibă cea mai bună perioadă fotbalistică din istoria clubului.
Cel mai bun sezon al clubului a fost sezonul 2003-2004, cu o clasare pe locul 4. Echipa antrenată în acel sezon de Petre Grigoraș a reușit meciuri foarte bune luptând până aproape de sfârșitul sezonului alături de prinicipalele contracandidate la promovare Politehnica Iași și FC Vaslui. Tot în acel sezon Petrolul a avut și cel mai bun parcurs din Cupa României, reușind să elimine în șaisprezecimi cu scorul de 2-1 pe FC Brașov, echipă la care jucau fotbaliști precum Florin Prunea sau Mugurel Buga. Trupa lui Grigoraș a fost eliminată în optimi, pe Stadionul Cotroceni din București, de FC Arges, după un meci foarte bun însă lipsit de noroc, golul argeșenilor picând târziu, în minutul 89. Rezervă într-o echipă care-i avea printre alții pe Dănuț Coman sau Nicolae Dică, Marius Bilașco a fost cel care a ucis visul moineștenilor de a disputa o semifinală de cupă, următorul adversar din sferturi putând fi FC Unirea Alba Iulia, o echipă accesibilă la acel moment.
În sezonul următor, 2004-2005 Petrolul a reușit să se mențină pe linia de plutire, deși pierduse în vară o serie de fotbaliști, unii dintre ei plecați în Divizia A la echipa fanion a județului FCM Bacău sau la nou promovata Politehnica Iași, alții plecați la echipa ce urma să domine Seria 1 a acelui sezon de Divizia B, FC Vaslui. Însă, cea mai importantă despărțire de club, a fost cea a antrenorului Petre Grigoraș.
Ultimul sezon al Petrolului în Divizia B a fost 2005-2006, echipa ocupând la final locul 13, un loc care a adus retrogradarea și datorită modificării componenței Diviziei B (denumire schimbată pentru sezoanele următoare în Liga a II-a), reducându-se numărul echipelor de la 48 la 36.
După retrogradarea în Liga a III-a a urmat și reducerea fondurilor primite de la principalul susținător al echipei, compania Petrom, lucru ce a dus la retrogradarea imediată în liga județeană, Liga a IV-a. 
În 2008, susținerea financiară este retrasă de tot, singurul lucru care a ținut în viață echipa fiind promisiunile consiliului local și micii investitori locali. Fotbal la nivel profesionist nu mai există în Moinești, echipa evoluând acum în Liga a V-a, fiind foarte aproape de a fi desființată.
Cu noua denumire, CSM Moinești pleacă de jos în încercarea de a readuce spectatorii la stadion și, de ce nu, performanțele din urmă cu 8-9 ani. Cu o echipă formată din jucători locali, foști juniori ai clubului și o bancă tehnică nouă, CSM Moinești reușește, după câteva sezoane jucate în Liga a IV-a să promoveze, la finalul sezonului 2011–12, în cel de-al treilea eșalon al campionatului românesc, câștigând Liga a IV-a Bacău și meciul de baraj jucat împotriva campioanei județului Galați, Sporting Liești, 5–0.

## Foști jucători
- Bogdan Buhuș
- Constantin Enache
- Alin Ciprian Cojocariu
- Adrian Gheorghiu
- Viorel Gheorghe
- Giani Florian
- Adrian Moldoveanu
- Marius Jipa
- Narcis Cernat
- Claudiu Bucurel
- Vasile Apachiței
- Codrin Mindirigiu
- Florin Mocanu
- Vasile Țoc
- Sorin Alexescu
- Gelu Colbu
- Dan Moței
- Lucian Toma
- Sorin Trofin
- Eduard Tismănaru
- Ștefan Apostol
- Vasile Ionescu
- Vasile Sandu
- Nicolae Ene
- Dănuț Caidas
- Viorel Caidas
- Pavel Căpraru
- Gheorghe Hanganu
- Costel Lupaș
- Dumitru Adǎscǎliței
- Virgil Mirt
- Mihai Cernat
- Constantin Ene
- Constantin Cloșca
- Petre Nica
- Florin Metanie
- Geani Andreescu
- Caidas Floricel
- Vasile Acasandrei
- Cojocaru Robert
- Ciangau Florin

## Foști antrenori
- Dan Moței
- Petre Grigoraș
- Gheorghe Poenaru
- Mirt Virgil
- Constantin Ene
- Florea Constantin